# Tai nạn và sự cố hàng không

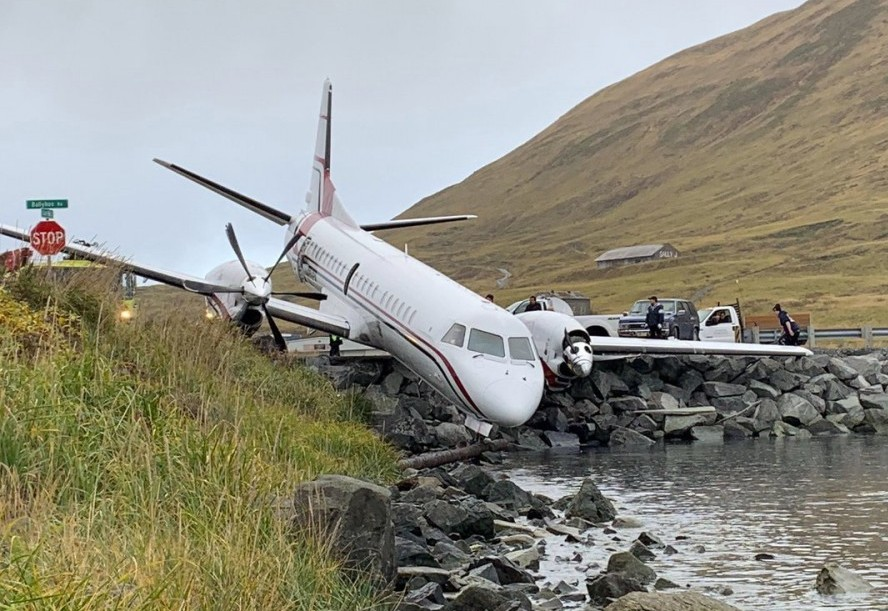
Chuyến bay PenAir 3296 hạ cánh khẩn cấp trong vụ tai nạn năm 2019

Tai nạn hàng không được định nghĩa trong Phụ lục 13 của Công ước về Hàng không Dân dụng quốc tế là sự cố liên quan đến hoạt động của máy bay, xảy ra từ thời điểm có bất kỳ một ai đó lên máy bay với mục đích tham gia vào chuyến bay cho đến khi tất cả mọi người trên máy bay đã rời khỏi đó, với hậu quả là:
a) Có một người bị tử vong hoặc bị thương nặng 
b) Máy bay bị hư hại nghiêm trọng hoặc hỏng hóc về cấu trúc 
c) Máy bay bị mất tích hoặc không có khả năng tiếp cận được. 
Phụ lục 13 cũng định nghĩa sự cố hàng không là một sự cố xảy ra nhưng không phải tai nạn, liên quan đến hoạt động của máy bay gây ảnh hưởng đến quá trình khai thác và vận hành chuyến bay.
Khi máy bay bị hư hỏng đến mức không thể sửa chữa được, bị mất tích hoặc hoàn toàn không có khả năng tiếp cận thì ta gọi đó là tổn thất thân tàu (hull loss).
Vụ tai nạn hàng không chết người đầu tiên là vụ rơi khinh khí cầu xảy ra vào ngày 15 tháng 6 năm 1785 tại Wimereux, Pháp. Đây là vụ tai nạn đã tước đi sinh mạng của Jean-François Pilâtre de Rozier, người phát minh ra khinh khí cầu và người đi cùng ông, Pierre Romain. Vụ tai nạn đầu tiên liên quan đến một chiếc máy bay có động cơ là vụ tai nạn máy bay Wright Model A tại Fort Myer, Virginia, Hoa Kỳ vào ngày 17 tháng 9 năm 1908. Vụ tai nạn khiến người đồng sáng chế và phi công Orville Wright bị thương và khiến Trung úy Quân đoàn Tín hiệu Thomas Selfridge thiệt mạng.